# (9339) Kimnovak
(9339) Kimnovak ist ein Asteroid des äußeren Hauptgürtels, der von dem belgischen Astronomen Eric Walter Elst am 8. April 1991 am La-Silla-Observatorium der Europäischen Südsternwarte in Chile (IAU-Code 809) entdeckt wurde.
Der Asteroid gehört der Themis-Familie an, einer Gruppe von Asteroiden, die nach (24) Themis benannt wurde. Nach der SMASS-Klassifikation (Small Main-Belt Asteroid Spectroscopic Survey) wurde bei einer spektroskopischen Untersuchung von Gianluca Masi, Sergio Foglia und Richard P. Binzel bei (9339) Kimnovak von einer dunklen Oberfläche ausgegangen, es könnte sich also, grob gesehen, um einen C-Asteroiden handeln.
Die zeitlosen (nichtoskulierenden) Bahnelemente von (9339) Kimnovak sind fast identisch mit denjenigen der beiden kleineren, wenn man von der Absoluten Helligkeit von 14,5 und 15,1 gegenüber 13,6 ausgeht, Asteroiden (31633) 1999 GH30 und (165823) 2001 RJ113.
(9339) Kimnovak wurde am 20. November 2002 nach der US-amerikanischen Filmschauspielerin Kim Novak benannt. Im Benennungstext besonders hervorgehoben ist ihr Schauspiel im Film Picknick von 1955 an der Seite von William Holden. Nach Holden wurde am selben Tag der Asteroid des äußeren Hauptgürtels (9340) Williamholden benannt.